# Dentimargo dentiens
Dentimargo dentiens is een slakkensoort uit de familie van de Marginellidae. De wetenschappelijke naam van de soort is voor het eerst geldig gepubliceerd in 1911 door May.